# Magnum II
Magnum II è il secondo album del gruppo hard rock/rock progressivo britannico Magnum. Il disco è uscito nel 1979 per l'etichetta discografica Jet Records.

## Tracce
1. Great Adventure – 4:54
2. Changes – 3:15
3. The Battle – 2:10
4. If I Could Live Forever – 4:02
5. Reborn – 5:45
6. So Cold the Night – 4:04
7. Foolish Heart – 3:13
8. Stayin' Alive – 3:22
9. Firebird – 4:47
10. All of My Life – 4:43

## Formazione
- Richard Bailey - tastiere
- Tony Clarkin - chitarra
- Bob Catley - voce
- Wally Lowe - basso
- Kex Gorin - batteria